# Uralskij (obwód swierdłowski)
Uralskij – osiedle typu miejskiego w Rosji, w obwodzie swierdłowskim. W 2010 roku liczyło 2444 mieszkańców.